# Брендон Сміт (хокеїст)
Брендон Сміт (англ. Brandon Smith; нар. 25 лютого 1973, Газелтон, Британська Колумбія) — канадський хокеїст, що грав на позиції захисника.

## Ігрова кар'єра
Професійну хокейну кар'єру розпочав 1994 року.
Протягом професійної клубної ігрової кар'єри, що тривала 17 років, захищав кольори команд «Бостон Брюїнс», «Нью-Йорк Айлендерс», «Рочестер Американс», «Айсберен Берлін» та «Штраубінг Тайгерс».

## Нагороди та досягнення
- Володар Кубка Колдера в складі «Провіденс Брюїнс» — 1999.
- Чемпіон Німеччини в складі «Айсберен Берлін» — 2008, 2009.